# 朱利奥·萨罗基
朱利奥·萨罗基（義大利語：Giulio Sarrocchi，1887年5月24日—1971年7月18日），意大利男子击剑运动员。他曾获得1924年夏季奥运会男子佩剑团体金牌和1928年夏季奥运会男子佩剑团体银牌。